# Андре Жак Гарнерен
Андре́-Жак Гарнере́н (фр. Andre-Jacques Garnerin; 31 січня 1769 — 18 серпня 1823) — французький повітроплавець і перший у світі  парашутист. Чоловік Жанни-Женев'єви Лябросс (1775—1847), яка теж була парашутисткою.

## Історія
22 жовтня 1797 року А. Ж. Гарнерен здійснив перший в історії людства стрибок з парашутом із повітряної кулі, зістрибнувши з висоти близько 1 км над паризьким парком Монсо.
З 1793 року, після того як він став технічним інспектором французької армії, Андре-Жак почав активно займатися можливостями технічної реалізації використання повітряних куль у військових цілях.

## Галерея

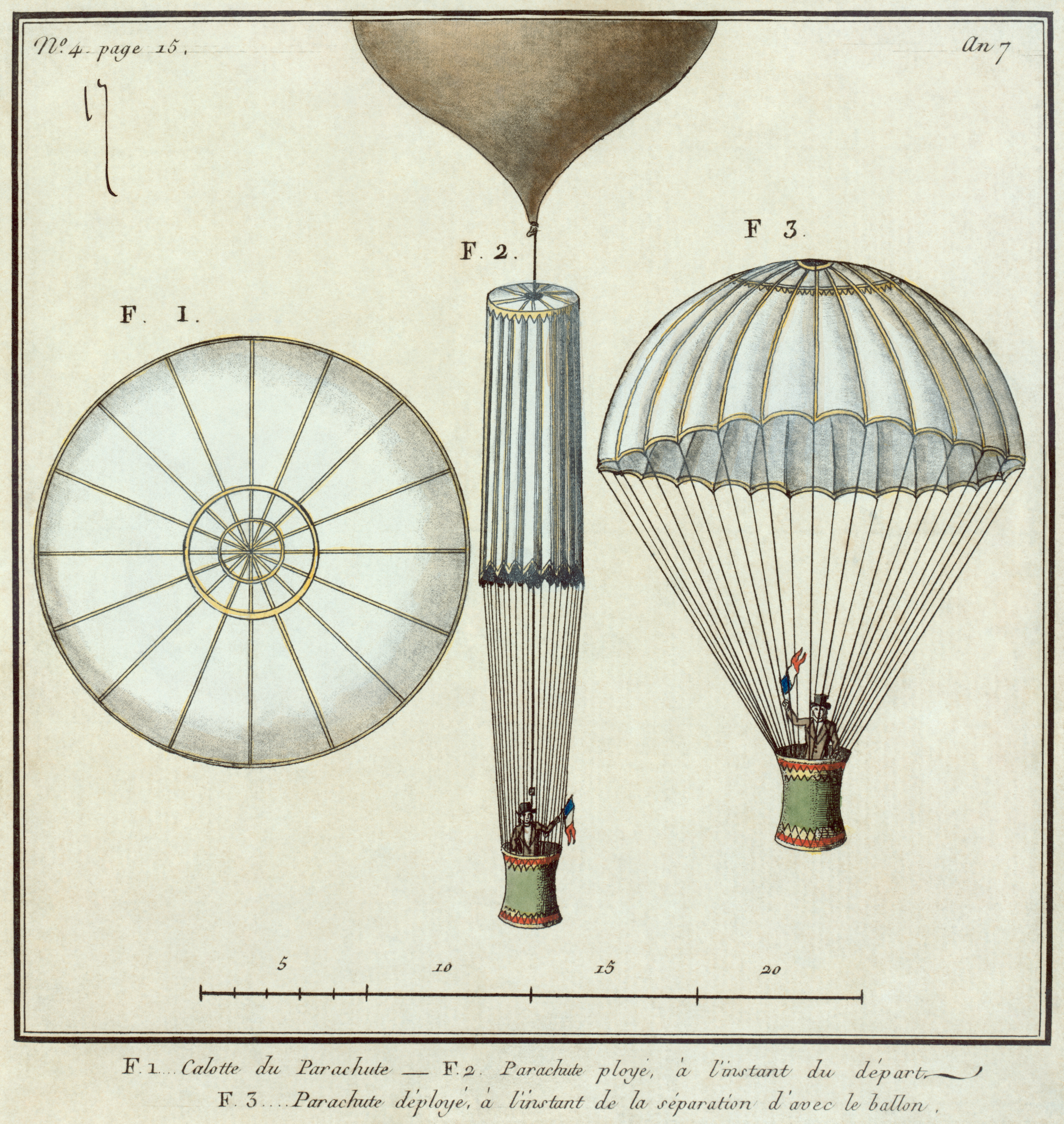
Схематичне зображення парашуту, що був використаний 22 жовтня 1797 року Андре-Жаком Гарнереном
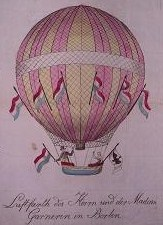
Андре-Жак Гарнерен на повітряній кулі (1803)
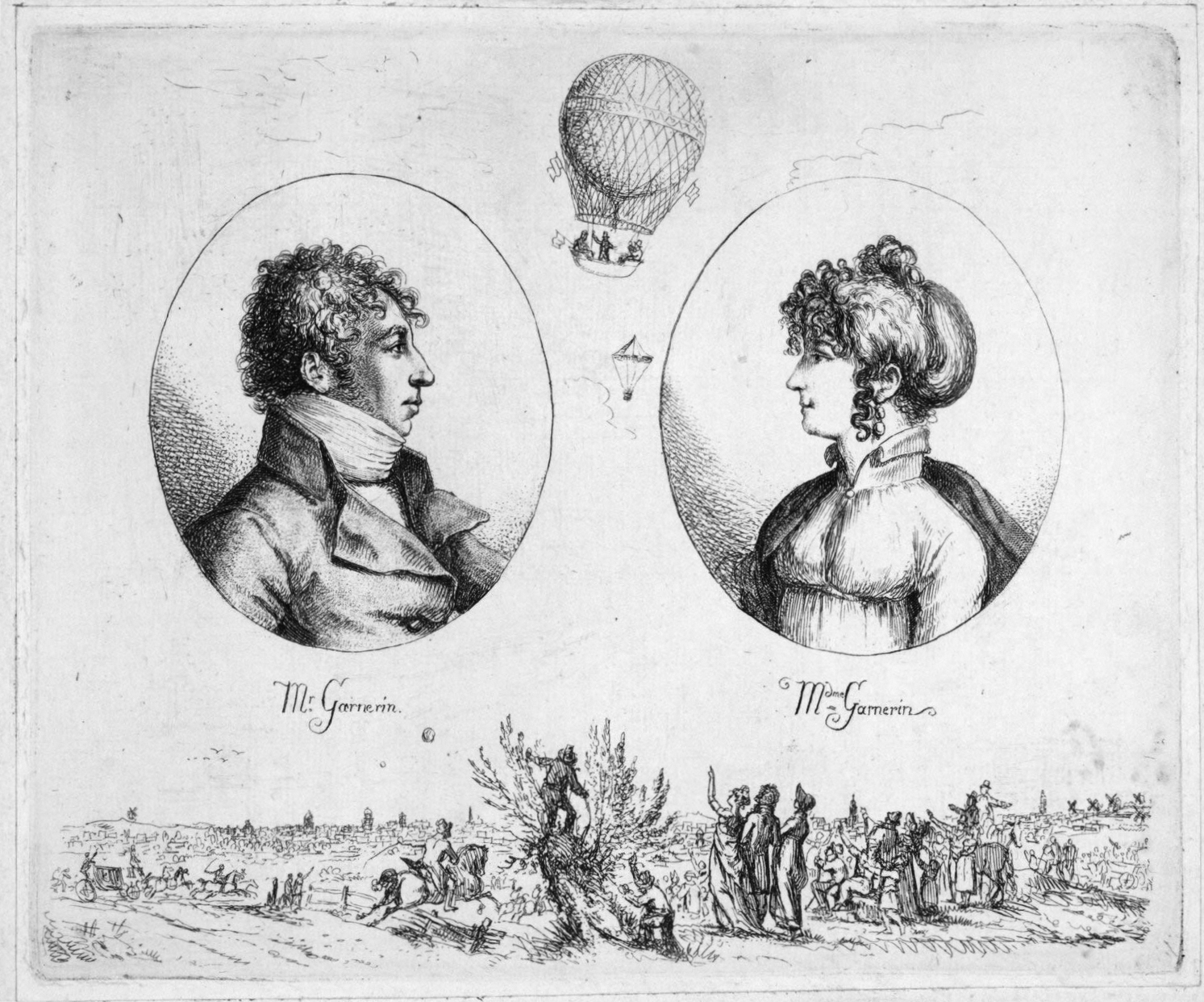
Мсьє та мадам Гарнерен (1803)
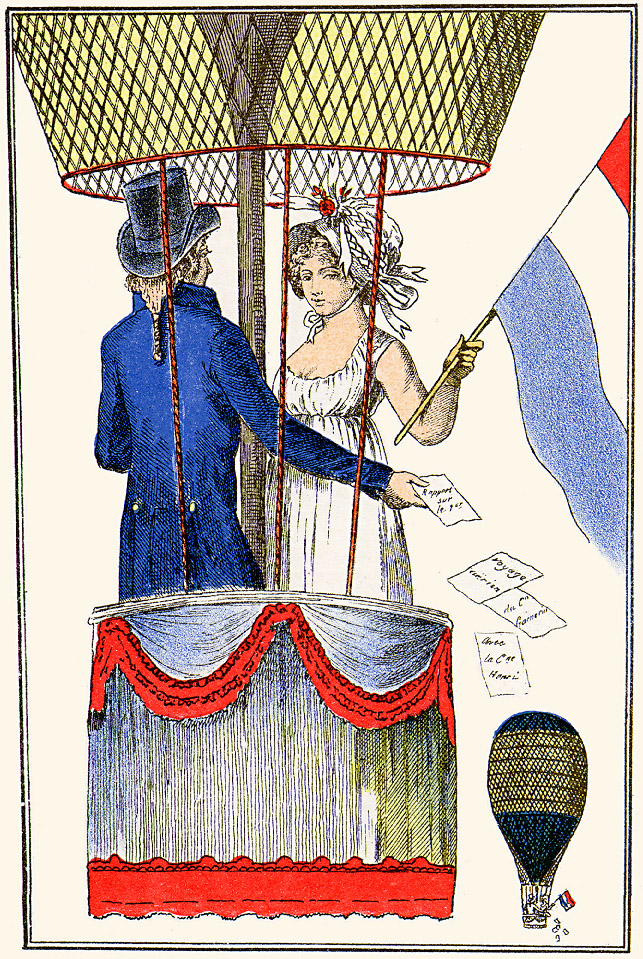
Політ 8 липня 1798 року
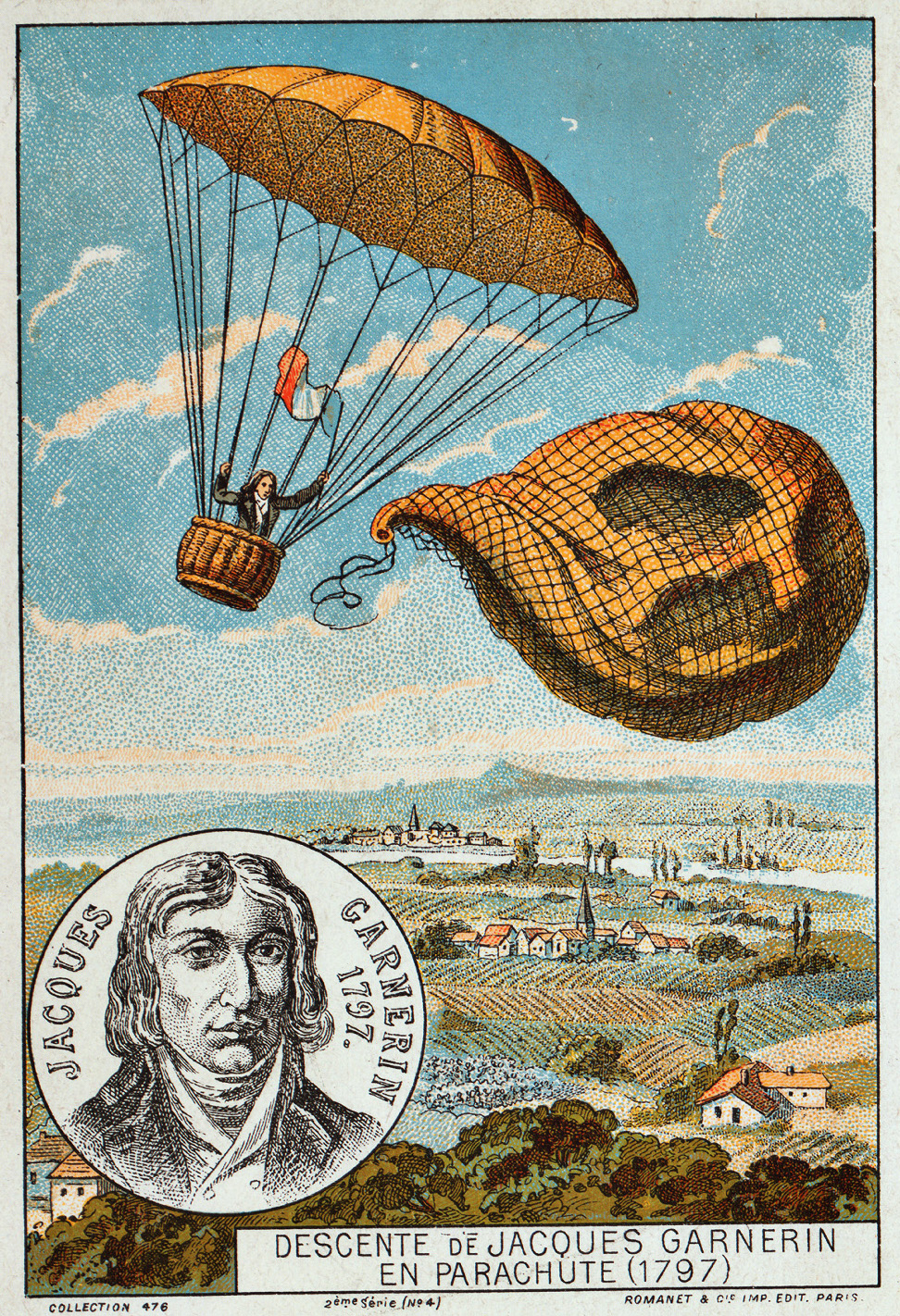
Ілюстрація кінця  XIX століття